# Rüdiger Veit

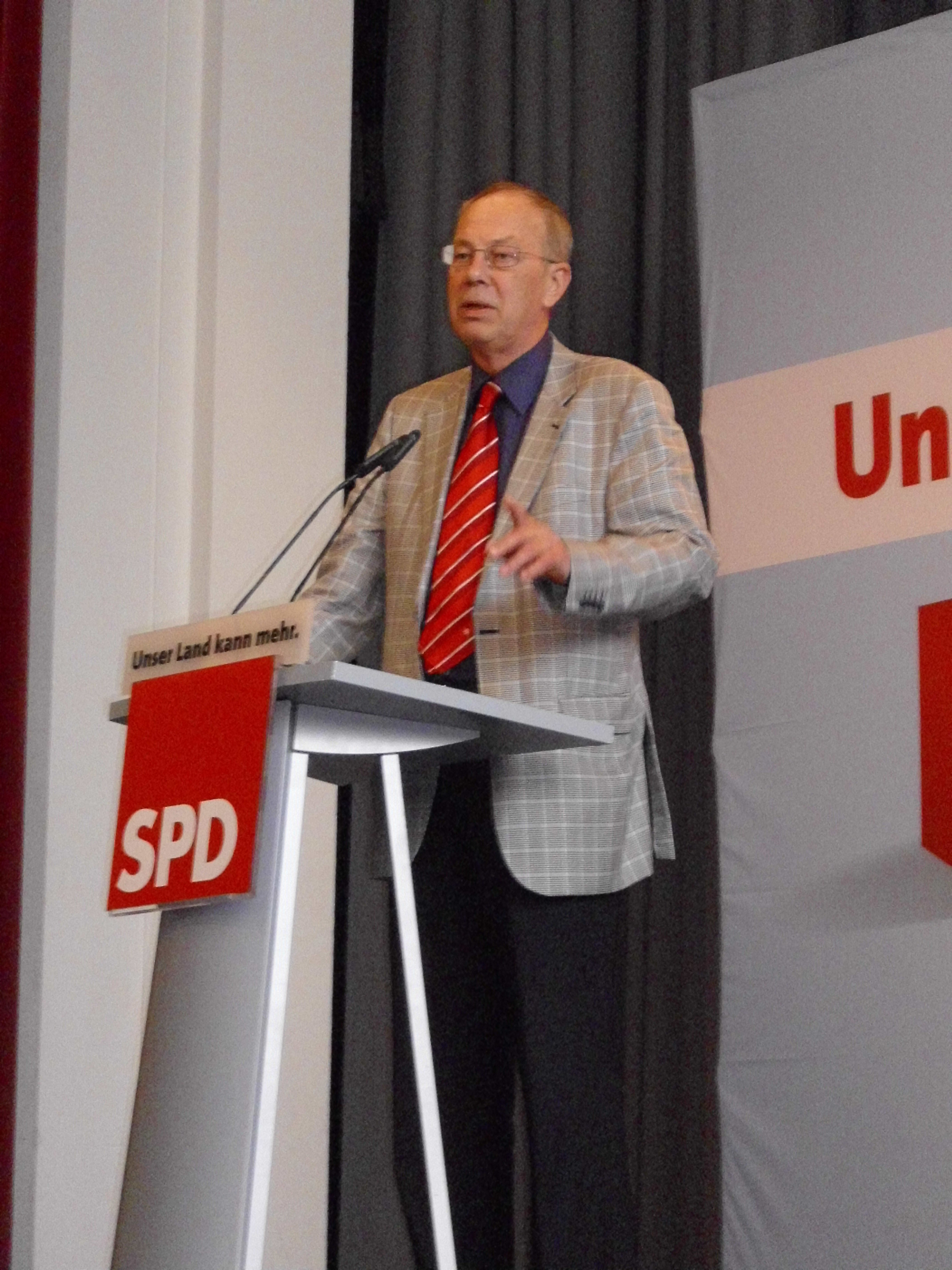
Rüdiger Veit 2009

Rüdiger Veit (* 3. Mai 1949 in Berlin; † 29. September 2020 in Gießen) war ein deutscher Jurist und Politiker (SPD).

## Familie
Veit war verheiratet und hat eine Tochter.

## Leben und Beruf
Nach dem Abitur 1967 absolvierte Veit ein Studium der Rechtswissenschaft an der Universität Heidelberg und an der Justus-Liebig-Universität Gießen, das er 1972 mit dem ersten juristischen Staatsexamen beendete. Nach Ableistung des Referendariats bestand er 1975 auch das zweite juristische Staatsexamen und war anschließend bis 1985 als Rechtsanwalt tätig.
Er verstarb am 29. September 2020 nach schwerer Krankheit.

## Partei
Veit trat 1969 in die SPD ein. Seit 1970 gehörte er dem SPD-Unterbezirksvorstand Gießen und war seit 2004 Vorsitzender des SPD-Regionalvorstandes Mittelhessen. Er war von 1988 bis 2004 Vorsitzender des Unterbezirks Gießen, von 1993 bis 1995 Mitglied im Landesvorstand der hessischen SPD und gehörte von 1990 bis 2007 dem SPD-Bezirksvorstand Hessen-Süd an.

## Politische Ämter
1977 bis 1979 war er Bezirksvertreter im Stadtbezirk Gießen der Stadt Lahn, 1979 bis 1985 gehörte er dem Kreistag des Landkreises Gießen an. Veit war von 1985 bis 1986 Erster Kreisbeigeordneter und von 1986 bis 1998 Landrat des Landkreises Gießen.
Ab 1998 war er Mitglied des Deutschen Bundestages. Hier war er von Oktober 1998 bis Oktober 2003 stellvertretender Sprecher der Arbeitsgruppe Inneres der SPD-Bundestagsfraktion. Ab Januar 2003 war Veit Sprecher der Fraktionsarbeitsgruppe Migration und Integration und ab November 2005 auch wieder stellvertretender innenpolitischer Sprecher.
1998, 2002 und 2005 zog er als direkt gewählter Abgeordneter des Wahlkreises Gießen in den Bundestag ein. Bei der Bundestagswahl 2005 erreichte er hier 43,3 % der Erststimmen. 2009 wurde Helge Braun (CDU) direkt gewählter Abgeordneter in Gießen. Veit zog über die Landesliste in den Bundestag ein. In allen Wahlperioden gehörte er dem Innenausschuss an.
Aus persönlichen Gründen trat der zu diesem Zeitpunkt 68-Jährige zur Bundestagswahl 2017 nicht erneut an.

## Ehrung
- 2020 Willy-Brandt-Medaille[6]